# Rubenow
Rubenow ist eine Gemeinde im Norden des Landkreises Vorpommern-Greifswald. Sie wird vom Amt Lubmin mit Sitz im Seebad Lubmin verwaltet. Am 1. Januar 2005 fusionierte Groß Ernsthof aus dem ehemaligen Amt Wolgast-Land mit der Gemeinde. Rubenow ist seitdem die flächenmäßig größte Gemeinde im Amt.

## Geografie
Rubenow liegt zwischen Wolgast und Lubmin südlich des Greifswalder Boddens. Etwa sieben Kilometer südöstlich der Gemeinde liegt die Stadt Wolgast und sieben Kilometer nordwestlich liegt der Amtssitz Lubmin. Der Norden der Gemeinde ist bewaldet. Dort befindet sich die Lubminer Heide und das ehemalige Kernkraftwerk Greifswald, das zum Teil auf dem Gemeindegebiet liegt. Im Süden der Gemeinde befindet sich das bis zu drei Kilometer breite Ziesetal mit dem Ziesebruch, ein vor der Weichseleiszeit entstandenes Urstromtal. Nennenswerte stehende Gewässer gibt es im Gemeindegebiet nicht.

## Gemeindestruktur
| Ortsteile - Groß Ernsthof - Latzow - Nonnendorf - Rubenow - Rubenow-Siedlung - Voddow | Wüstungen und Wohnplätze - Mittelhof (ehemals Karrin-Mittelhof) (Wohnplatz) - Neuhof (ehemals Karrin-Neuhof) (Wüstung) - Sandhof (ehemals Karrin-Sandfeld) (Wohnplatz) - Nieder Voddow (Wohnplatz) - Warsin (Wüstung) |

## Geschichte

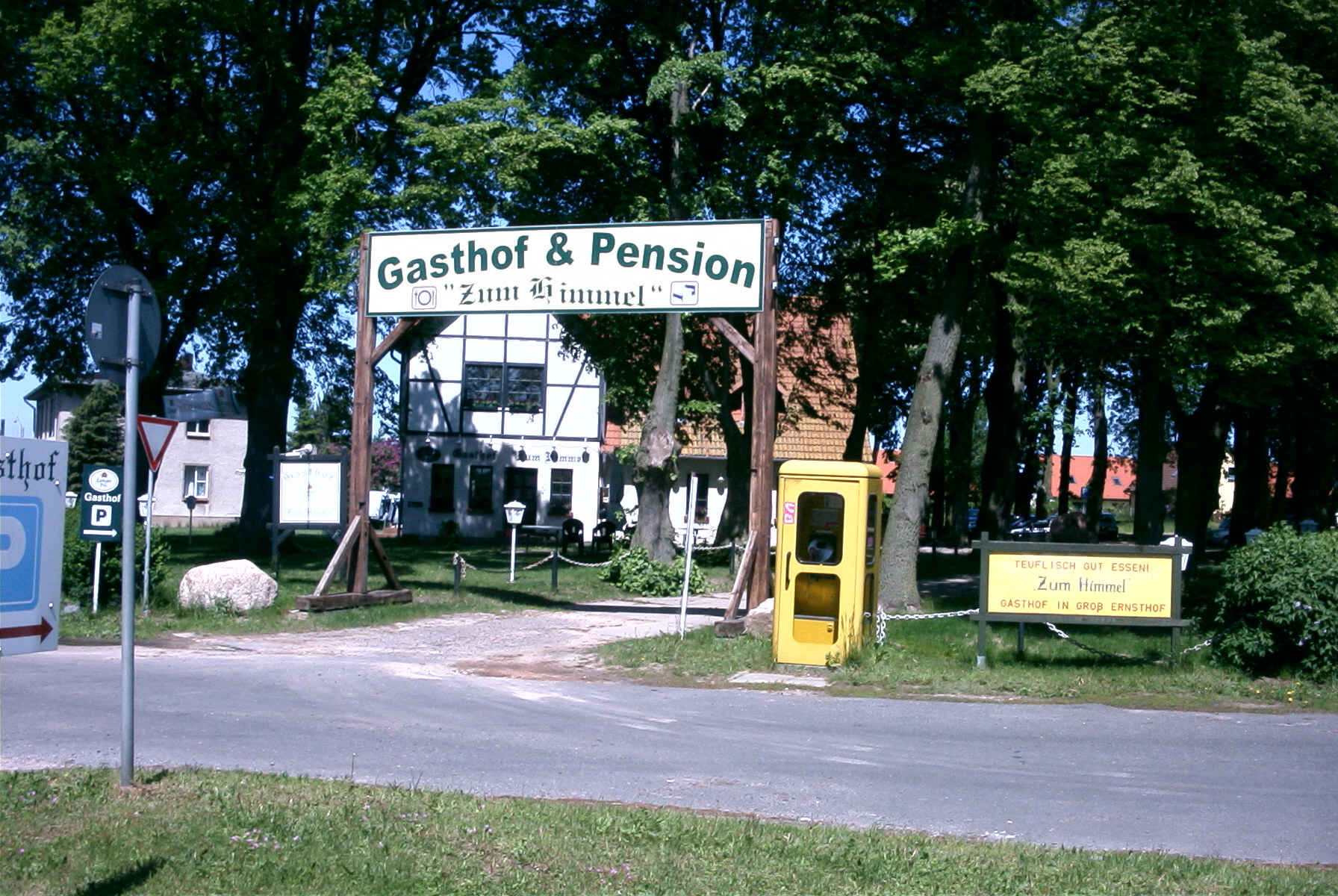
Gasthof „Zum Himmel“ Groß Ernsthof

### Groß Ernsthof
Bei Groß Ernsthof liegt südwestlich im Wald (Gemarkung Netzeband) der bronzezeitliche Steinkreis (Urnengräberfeld) der eine Besiedlung durch die Germanen belegt.
Groß Ernsthof wurde als Ernsthoff 1618 erstmals in der Lubinschen Karte aufgezeigt. Ab 1681 hieß es grossen Ernsthof und ab 1708 Groß Ernsthof aber auch in abweichenden Schreibweisen.

Im 16. Jahrhundert ließ Herzog Ernst Ludwig an diesem Ort ein Ackerwerk bauen, das seinen Namen erhielt. Der slawische Vorgängername soll Lasow gewesen sein.
Der ursprüngliche Ort war in Ober- und Unterdorf bzw. Bauern- und Kathenhof eingeteilt. Die im 21. Jahrhundert an den Straßen verteilten Bauerngehöfte, entstanden erst nach der Fertigstellung der Chaussee Wolgast–Greifswald von 1878/1879. Eine Windmühle existiert seit spätestens 1905 nicht mehr.

Prägend für den Ort ist der nach 1879 durch die Gemeinde errichtete „Krug“, heute ein Gasthof an der Straßenabzweigung Wolgast/Greifswald/Kröslin. Parallel zur Straße Wolgast–Freest verlief ab 1897 die Nebenstrecke der Kleinbahn-Gesellschaft Greifswald-Wolgast (KGW), deren Trasse jetzt als Radweg dient und noch einige Relikte der damaligen Bahn aufweist.

### Latzow

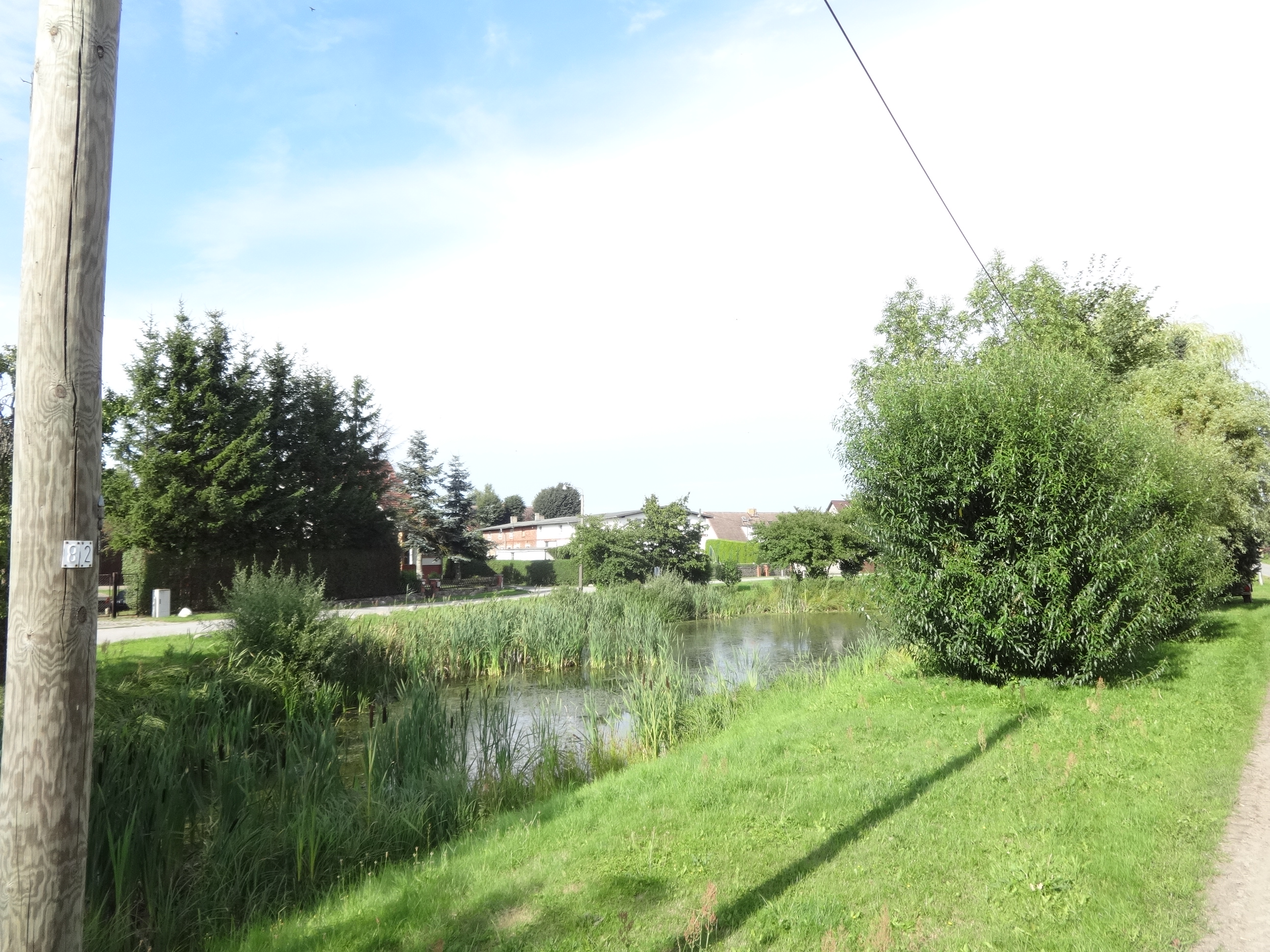
Dorfanger von Latzow

In der nahen Umgebung sind archäologisch zwei spätwendische (1000 bis 1200) Siedlungen nachgewiesen, die eine frühe Besiedlung der Gegend belegen.

Latzow wurde als Latsow 1271 erstmals urkundlich genannt, schon 1303 wechselte der slawischen Name zu Latzow, was Ort auf der Rodung bedeutet.
Die Urkunde von 1271 stammt von Bischof Hermann von Kammin, der der Kirche von Wusterhusen den Zehnten aus mehreren Dörfern, darunter Latzow überwies. Mit der Urkunde von 1303 gab Herzog Bogislaw IV. die Dörfer Latzow und Rappenhagen an das Kloster Eldena.
Das Bauerndorf Latzow ist ein Angerdorf. Nördlich des Ortes stand von vor 1880 bis um vor 1920 eine Bockwindmühle.

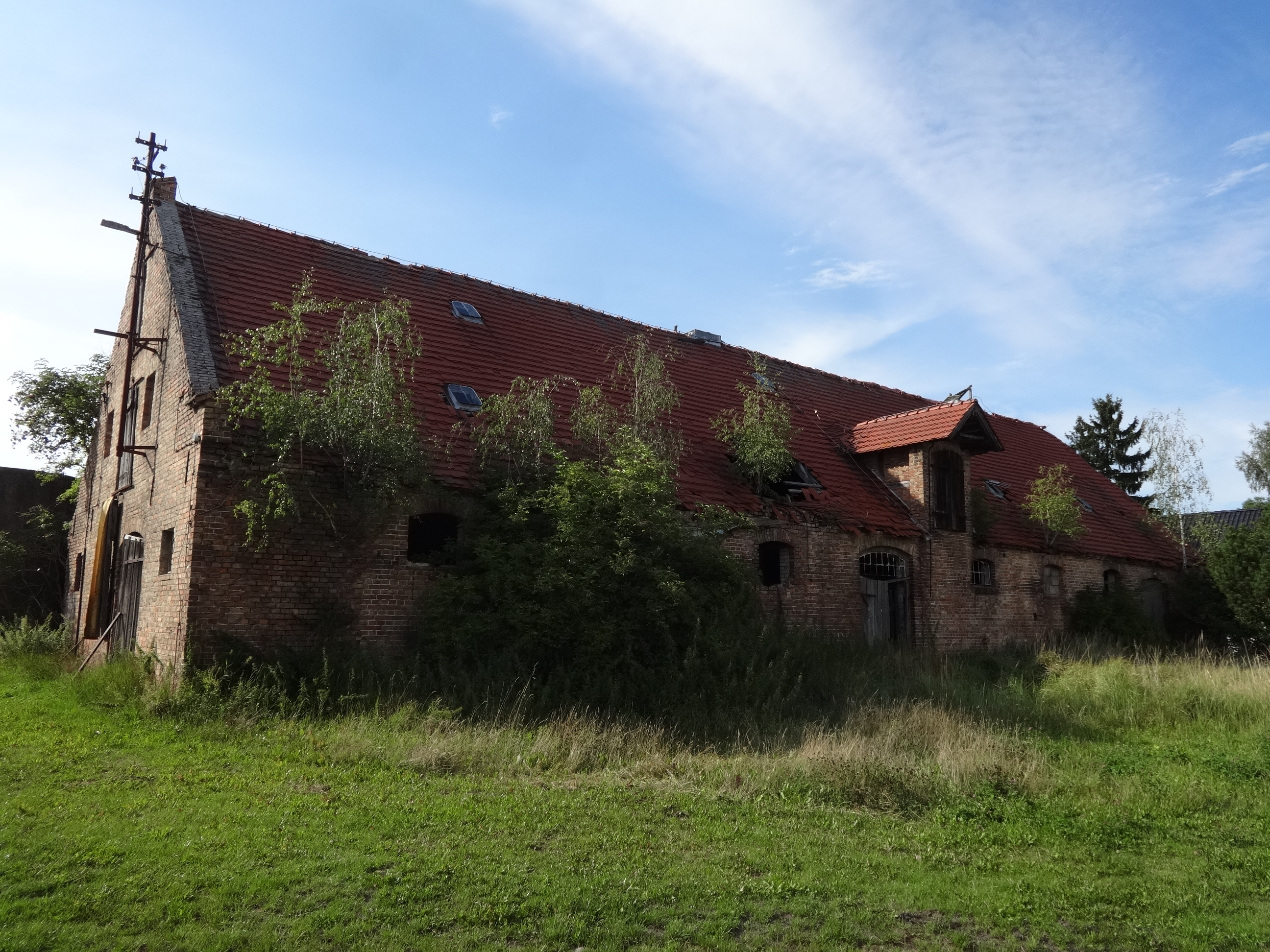
Speicher in Nonnendorf

### Nonnendorf
Die Ortschaft Nonnendorf wurde erstmals 1193 als Mylziz genannt, der slawische Ursprungsname bedeutet lieb. Mylziz wurde dem Nonnenkloster Bergen auf Rügen geschenkt und deshalb in Nonnendorf umbenannt. Urkundlich wurde der Ort 1271 mit dem Namen Nunnendorp genannt. Die slawische Herkunft wurde auch durch zwei archäologische Siedlungen aus dieser Zeit belegt.

Das um 1880 im Messtischblatt aufgezeichnete Gut war recht ansehnlich. Die Bockwindmühle südwestlich des Dorfes ist nicht mehr vorhanden.

### Rubenow

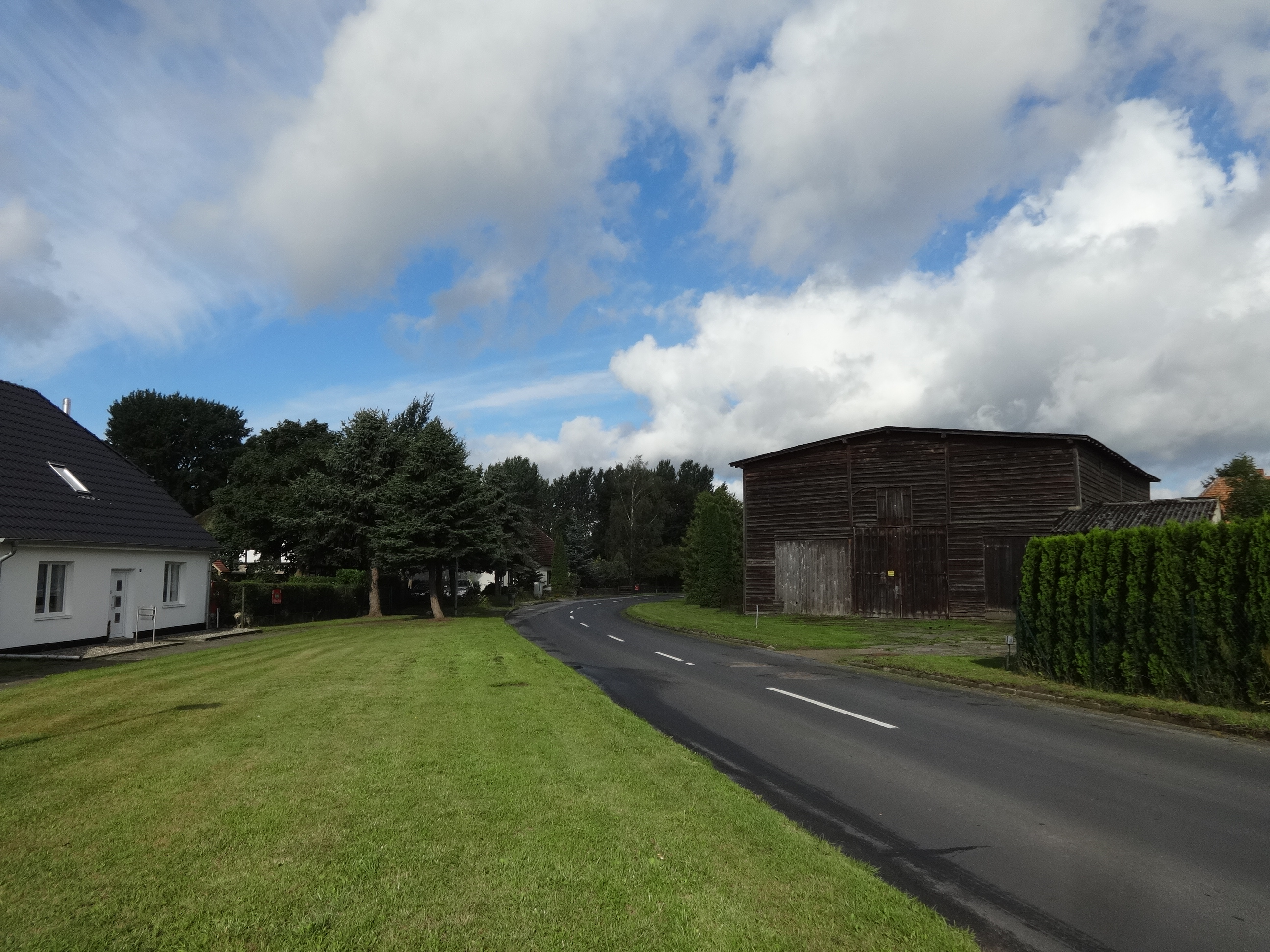
Dorfstraße in Rubenow

Rubenow wurde 1334 erstmals urkundlich als Rubenowe genannt. Der slawische Name wird als Fronarbeit gedeutet. Die slawische Herkunft der Ansiedlung wird durch drei mittel- bis spätslawische Siedlungen, sowie durch einen slawischen Burgwall belegt.
Das Straßendorf Rubenow war ständig ein Bauern- und Büdnerdorf. Vor dem Dreißigjährigen Krieg waren in Rubenow zehn Bauern ansässig, 1697 waren noch vier Höfe besetzt, davon zwei mit drei Halbbauern. Sechs Höfe waren wüst, deren Ackerflächen wurden teilweise von Nonnendorf und Groß Ernsthof aus bewirtschaftet.
Während der napoleonischen Besetzung ab 1807 war Rubenow als Dotation an General Lechi und nach 1810 bei den Schweden an Generalleutnant Eberhard Ernst Gotthard von Vegesack vergeben.
Vor 1825 gab es nur zwei Voll- und drei Halbbauern. Um 1825 wurde durch die von der preußischen Regierung bewilligte Melioration des Ziesebruches Landwirtschaftsflächen hinzu gewonnen. Nach 1827 wurden diese Ländereien separiert und es entstanden in der Folge fünf Bauernhöfe, ein Mühlenanwesen mit Windmühle (seit 1704) und sechs Büdnerstellen. Von der Windmühle ist nur die Erhebung, der Mühlberg erhalten. Der Viehbestand wurde als ansehnlich beschrieben. Die Staatsdomäne wurde an die angesessenen Familien verpachtet. 1836 gingen die Pachthöfe in das Eigentum der Bauern und Büdner über.
1865 hatte Rubenow 187 Einwohner in 34 Familien. Neben den Eigentümern mit ihren Familien waren 39 Knechte und Mägde, 32 Tagelöhner und 5 Handwerker ansässig. An Gebäuden gab es eine Schule, 19 Wohn-, ein Fabrik- (Mühle) und 37 Wirtschaftsgebäude.
In der Katasterkarte von 1865 sind bei Rubenow drei Windmühlen eingezeichnet, von denen im Messtischblatt von 1880 nur noch eine dargestellt ist, deren Abbruch laut Gebäudesteuerrolle für das Jahr 1943 dokumentiert wurde.
Rubenow wurde ab 1897 direkt von der Kleinbahn Greifswald-Wolgast (KGW) berührt, die aber wie überall nach dem Zweiten Weltkrieg als Reparation an die UdSSR demontiert wurde.
Spätestens ab 1960 waren alle Bauernwirtschaften in die LPG überführt.

### Rubenow-Siedlung
Rubenow-Siedlung ist ein neuzeitliches Dorf, das nach 1931 im Rahmen einer Aufsiedelung des großen Bauernhofes Dinse separat von Rubenow an der Straße Greifswald–Wolgast angelegt wurde.

### Voddow
Voddow wurde 1305 als solches erstmals urkundlich genannt. Der slawische Name (voda) bedeutet so viel wie Wasser, es gibt aber auch andere Deutungen, z. B. Herrschaft, Herzog (Vojevode).
Voddow ist ein Angerdorf, mit einem größeren Hof, wohl Pachthof oder Vorwerk. Im Umfeld ist eine größere Anzahl von verstreuten Siedlungshöfen vorhanden.

Voddow wurde ab 1897 direkt von der Kleinbahn Greifswald-Wolgast (KGW) mit einem Haltepunkt erschlossen, das Gleis wurde 1945 als Reparation demontiert.

### Wüstungen und Wohnplätze
Mittelhof (Wohnplatz)
Der Ort wurde 1841 als Karrin-Mittelhof erwähnt. Es gehörte mit Karrin-Sandfeld und Karrin-Neuhof zu Karrin, das damals auch Karrin-Hof genannt wurde. Von 1843 wurde es als Mittelhof der Gemeinde Groß Ernsthof zugeordnet. Es waren aneinandergereihte Kolonistengehöfte. Bis 1877 war Karrin-Mittelhof eine preußische Staatsdomäne. 1877/78 wurde die Gemarkung unter fünf Hofbesitzern, zwei Kossäthen, sieben Büdnern, je einem Schmiede- und Müllermeister, sowie einem Schneider aufgeteilt. Es waren schon vor 1880 laut Messtischblatt zwei Windmühlen vorhanden, die noch nach 1920 standen. Eine war eine Bockwindmühle, die 1885 in die Katasterkarte eingetragen wurde und heute im Freilichtmuseum Klockenhagen steht. Die andere, erst 1899 im Kataster registrierte Windmühle war eine Holländerwindmühle, die spätestens 1943 abgebrochen wurde.
Neuhof (Wüstung)
Der Ort wurde 1841 als Karrin-Neuhof erwähnt, aber bereits 1835 war er laut Preußischem Urmesstischblatt (PUM 1835) vorhanden. 1843 wurde es aus den Gemeindeverzeichnissen und Karten gestrichen, die Feldmark wurde von Karrin zur Gemeinde Groß Ernsthof verändert.
Sandhof (Wohnplatz)
Der Platz wurde 1841 als Karin-Sandfeld angelegt, gehörte ursprünglich zu Karrin, wurde dann 1843 aus den Gemeindeverzeichnissen gestrichen und seit 1851 mit Sandhof bezeichnet. Auch dies war eine Kolonistensiedlung. Sandhof und Mittelhof sind die Verbindung der Gemeinde zum Peenestrom.

Zu DDR-Zeiten wurden in Richtung Mittelhof LPG-Anlagen errichtet.
Nieder Voddow (Wohnplatz)
Im Meßtischblatt von 1880 wurde der Hof erstmals verzeichnet. Er wurde ab 1920 als Vorwerk zu Voddow genannt. Erst 1995 wurde im Gemeindeverzeichnis der Name Nieder Voddow erwähnt. Namensdeutung, wie Voddow. Es war aber wie auch die Streuhöfe um das Hauptdorf herum eher ein etwas größerer Siedlungshof, der sich später als Wohnplatz entwickelte.
Warsin (Wüstung)
Warsin, das später Lubmin den Namen gab, lag am nördlichen Zipfel des Gemeindegebietes, südlich des späteren KKW. Warsin wurde als Warszin 1271 erstmals urkundlich genannt. Der slawische Name wird als Förster gedeutet. Bis 1859 wurde der Ort noch in offiziellen Verzeichnissen geführt. Noch bis nach 1920 war es im Messtischblatt von 1920 (mit Berichtigungen bis 1945) mit Forsthaus Warsin genannt.

Noch heute ist die Waldlichtung zu sehen, wo sich die Siedlung befand.

## Politik

### Wappen, Flagge, Dienstsiegel
Die Gemeinde verfügt über kein amtlich genehmigtes Hoheitszeichen, weder Wappen noch Flagge. Als Dienstsiegel wird das kleine Landessiegel mit dem Wappenbild des Landesteils Vorpommern geführt. Es zeigt einen aufgerichteten Greifen mit aufgeworfenem Schweif und der Umschrift „GEMEINDE RUBENOW“.

## Verkehr
Durch den Ortsteil Groß Ernsthof verläuft die Landstraße 262. Über Wolgast hat Rubenow Anschluss an das Bundesstraßennetz mit der Bundesstraße 111, die von der Bundesautobahn 20 kommend die Stadt durchquert und auf die Insel Usedom führt.
In Wolgast befindet sich auch der nächstgelegene Bahnhof der seit 1863 bestehende Bahnstrecke Züssow–Wolgast Hafen und die seit 1876 bestehende Bahnstrecke Ducherow–Heringsdorf–Wolgaster Fähre.

## Sehenswürdigkeiten
- Burgwall Rubenow mit mehreren slawischen Siedlungen
- Gutsanlage Nonnendorf
- Gutshaus Rubenow
- Gelände des ehemaligen Kernkraftwerkes Lubmin (der östliche Teil gehört zur Gemeinde Rubenow)
- Sanddornplantagen östlich des ehemaligen Kernkraftwerkes Lubmin

## Persönlichkeiten

### Söhne und Töchter der Gemeinde
- Otto Bollnow (1877–1959), deutscher Schullehrer und Heimatforscher (geboren in Latzow)